# Corrado Ursi
Corrado Ursi (26 de julho de 1908 - 29 de agosto de 2003) foi um prelado italiano da Igreja Católica Romana . Ele serviu como arcebispo de Nápoles de 1966 a 1987, e foi criado cardeal em 1967, dada a igreja titular de San Callisto . 

## Biografia
Corrado Ursi nasceu em Andria , filho de um padeiro.  Ele foi batizado no dia seguinte ao seu nascimento na paróquia de San Agostino .  Depois de frequentar o seminário de Andria, estudou filosofia e teologia no Pontifício Seminário Regional de Molfetta.  Ele foi ordenado um sacerdote para os diocese de Molfetta em 25 de julho de 1931. 
Pouco depois de sua ordenação, tornou-se vice- reitor do Pontifício Seminário Regional de Molfetta.  Ele foi nomeado reitor alguns meses depois, servindo naquele cargo até 1951. Ele fez trabalho pastoral em várias dioceses italianas durante os recessos de verão, e tornou-se ativo na Azione Cattolica .  Ele foi nomeado um Chamberlain Privado de Sua Santidade em 15 de julho de 1943. 
Em 1951, o Papa Pio XII nomeou Corrado Ursi bispo de Nardò , cargo que ocupou por 10 anos. Em 1961, foi transferido para a arquidiocese de Acerenza pelo papa João XXIII. Em 1966, o Papa Paulo VI nomeou-o arcebispo de Nápoles.
Ursi morreu em 29 de agosto de 2003. Na época de sua morte, ele foi um dos dois últimos cardeais sobreviventes elevados pelo papa Paulo VI no Consistório de 1967, junto com o papa João Paulo II, deixando o papa João Paulo II o único sobrevivente de que Consistório.

## Link Externo
- Time article
- (em italiano)